# カマル・アチャンタ
カマル・アチャンタ（Achanta Sharath Kamal、1982年7月12日 - ）は、インドのプロ卓球選手。インドの卓球選手としては初めて、9回のシニアナショナルチャンピオンになり、8回のナショナルチャンピオンであるKamlesh Mehtaの記録を更新した。 2019年には、インドで4番目に高い民間人賞であるパドマ・シュリー勲章を授与された。ドイツ・ブンデスリーガ1部のボルシア・デュッセルドルフに所属している。

## 経歴
ITTF世界ランキングは32位（2021年現在）。2015年、ジャイプルでの第28回アジアカップでは朱世赫（世界ランキング8位）と荘智淵（世界ランキング16位）を破った。2004年にクアラルンプールで開催された第16回イギリス連邦卓球選手権で男子シングルスの金メダルを獲得した。2004年にはアルジュナ賞を受賞している。スペイン、スウェーデンを経て、2013年からドイツ・ブンデスリーガ1部の名門・ボルシア・デュッセルドルフでプレーしている。
2010年7月にミシガン州グランドラピッズで開催された全米オープン卓球男子選手権では、ディフェンディング・チャンピオンのトーマス・ケイナス（スロバキア）を7ゲームの激戦の末、4–3で勝利して優勝した。同年のエジプトオープンではリー・チン（香港）をストレートで破って優勝し、インド人として初めてITTFプロツアーのシングルスのタイトルを獲得した。また、同大会ではインド男子チームのキャプテンを務め、9度の優勝を誇るイギリスを破り、団体戦でも優勝した。
2006年のコモンウェルスゲームズ（メルボルン大会）では、決勝でウィリアム・ヘンゼル（オーストラリア）を破って金メダルを獲得し、団体戦でもシンガポールを破り金メダルを獲得した。2010年のコモンウェルスゲームズ（ニューデリー大会）では、Subhajit Saha との男子ダブルスで優勝した。2018年のコモンウェルスゲームズ（ゴールドコースト大会）では3つのメダルを獲得した。アンソニー・アマラジ、ハルメート・デサイ、サシヤン・グナナセカラン、サニル・シェティとの男子団体で金メダル、サシヤン・グナナセカランとの男子ダブルスで銀メダル、男子シングルスで銅メダルを獲得した。
2004年アテネオリンピックでインド代表として出場した。また、2006年アジア競技大会（カタール）にもインド代表として出場した。
2007年、彼は北朝鮮の平壌で開催された平壌招待トーナメントで優勝した最初のインド人でした。これは2007年8月に開催されたトーナメントの第21版でした。彼のワールドサーキットでの最高のパフォーマンスは、2007年6月に開催されたジャパンプロツアーで、世界No.19のイ・ジャンウ（韓国）を破った。この勝利の後、彼は世界No. 73の彼のキャリア最高ランキングに到達し、2011年1月に彼のランキングは 44 です。ちなみに、2008年の北京オリンピックに選ばれた唯一のインド人男子卓球選手でもあった。
2010–11シーズンにはドイツ・ブンデスリーガ1部のTSVグレーフェルフィングでプレーし、ドイツのトップ選手に勝利を収め、リーグで最高のプレーヤーの1人になった。彼は2011-12シーズンにはヴェルダー・ブレーメンでプレーした。 2012年から13年の間、彼はスウェーデンリーグでプレーして、2013年5月にドイツに戻り、名門ボルシア・デュッセルドルフと契約した。 ボルシア・デュッセルドルフは、2013年にドイツで開催されたドイツカップでも優勝した。
アジアオリンピック予選でノシャド・アラミアン（イラン）を破り、 2016年リオデジャネイロオリンピックに出場した 。男子シングルスでアドリアン・クリシャン（ルーマニア）に敗れ、初戦敗退した。
彼はPSBBナンガンバッカム学校（2000年クラス）とチェンナイのロヨラ大学の卒業生。インディアンオイルコーポレーションの役員を務めている。

## キャリア

### 2021年
2021年3月、WTTドーハに出場し、ラウンド32でパトリック・フランチスカに逆転勝ちした

## 実績
| メダル   | スポーツ            | イベント                                    | 日にち   |
| -------- | ------------------- | ------------------------------------------- | -------- |
| 金メダル | 卓球-男子シングルス | 2006コモンウェルスゲームズ-メルボルン       | 3月26日  |
| 金メダル | 卓球-男子チーム     | 2006コモンウェルスゲームズ-メルボルン       | 3月27日  |
| 金メダル | 卓球-男子ダブルス   | 2010コモンウェルスゲームズ-デリー           | 10月13日 |
| 銅メダル | 卓球-男子チーム     | 2010コモンウェルスゲームズ-デリー           | 10月9日  |
| 金メダル | 卓球-男子チーム     | 2018コモンウェルスゲームズ-ゴールドコースト | 4月9日   |
| 銀メダル | 卓球-男子ダブルス   | 2018コモンウェルスゲームズ-ゴールドコースト | 4月14日  |
| 銅メダル | 卓球-男子シングルス | 2018コモンウェルスゲームズ-ゴールドコースト | 4月15日  |
| 銅メダル | 卓球-混合ダブルス   | 2018コモンウェルスゲームズ-ゴールドコースト | 4月15日  |